# Toutes les chances plus une
Toutes les chances plus une est un roman de Christine Arnothy paru le 27 août 1980 aux éditions Grasset et ayant reçu le prix Interallié la même année.

## Résumé
Lisa (21 ans) est interprète autrichienne. A Genève, elle insulte le député parisien Jay (49 ans), croyant le micro coupé. Elle s'excuse et il l'invite à diner. Elle dit ne pas vouloir rentrer seule. Il l'emmène dans un hôtel et ils font l'amour, une première pour elle. Au matin, ils se séparent. Le soir, sans être au courant, sa femme le quitte. Il avoue. Il rentre à Paris et invite Lisa qui fait la femme au foyer. Il l'emmène lors de ses déplacements et en vacances. Son ex revient à l'improviste et Lisa part. Elle rencontre Marc et le séduit. Jay laisse le logis à son ex et déménage mais elle participe à sa campagne présidentielle. Le soir des résultats, il fait un infarctus. A l'hôpital, il dit à Lisa qu'il l'aime. Elle retourne chez Marc et dit qu'elle aime Jay.

## Éditions
- Toutes les chances plus une, éditions Grasset, 1980  (ISBN 2246250412).